# 小林日出夫
小林 日出夫（こばやし ひでお、1961年4月29日 - ）は、日本のラグビー選手。また、現在は改姓して角 日出夫（すみ ひでお）となり、チタカ・インターナショナル・フーズの元社長。妻の父は同社の創業者である角嘉久次。東京都文京区出身。

## ラグビー選手時代
目黒高等学校（現:目黒学院高等学校）、明治大学を経て1984年に新日本製鐵に入社し、新日鉄釜石ラグビー部に所属。いずれもラグビー部のキャプテンとして日本一を経験した。 現役時代のポジションはスタンドオフで、新日鉄釜石の日本選手権7連覇を支えた頃の1983年から1986年にかけては日本代表にも選出されている。1学年下で代表で共にプレーした経験もある平尾誠二は、「状況判断力に優れた、視野の広いゲームメーカーだった」と小林を評している。
練習中に痛めた首の故障が原因で引退した。

## チタカ・インターナショナル・フーズ
義父の強い勧めで、1988年に新日本製鐵を退社しチタカ・インターナショナル・オブ・アメリカに入社。義父の経営するアメリカのレストランで勤務した。1990年に帰国後チタカ・インターナショナル・フーズに入社し、関東地区のエリアマネージャーなどを経て1997年に副社長に就任。経常赤字の責任を取って社長が辞任をしたのに伴い、1998年に社長に昇任した。
社長就任後、業績回復のために従業員に平均9%の賃金カットを提案した。一方で「経常利益2億円」という目標を達成した場合には、カット分の返還に加え目標を超えた分を給与として還元することを約束した。このような状況で毎週1回、閉店後の夜11時から深夜2時頃まで社員とのミーティングを120回以上行うなどコミュニケーションを徹底し、1998年度の決算は黒字転換し、利益目標も達成された。
また、それまで業務の主力であったフランチャイズへの加盟を整理し、利益の見込めるケンタッキーフライドチキンとミスタードーナツ、ドトールコーヒーの3種だけに絞り込んだ。さらになめらかプリンがヒットしたパステルの成長などもあり、社長就任時に128億円だった売上高は2006年度には216億円と6割以上増加している。